# Androphagi
De Androphagi (Oudgrieks: Ἀνδροφάγοι, "menseneters") waren in de oudheid een volk ten noorden van Scythië, waarschijnlijk in de bossen tussen de bovenloop van de Dnjepr en Don. Ze hielpen de Scythen toen koning Darius hen aanviel als straf voor hun rooftochten in het Achaemenidische Rijk.
Herodotus beschrijft de Androphagi in zijn Historiën als wonende ten noorden van de Scythen, ten oosten van de Neuri en ten westen van de Melanchlaeni:
De zeden van de Androphagi zijn woester dan die van elk ander ras. Ze kennen geen rechtspraak noch wetten. Zij zijn nomaden en hun kleding is Scythisch, maar de taal die zij spreken is eigen aan zichzelf. In tegenstelling tot elke andere natie in deze delen zijn ze kannibalen.—  Historiën Boek 4
Plinius de Oudere schreef in zijn Naturalis historia dat deze kannibalen de scalpen van mannen op hun borst droegen:
De Androphagi, die we al eerder hebben vermeld als wonende tien dagreizen voorbij de Borysthenes, waren volgens het verslag van Isigonus van Nicea in de gewoonte om uit mensenschedels te drinken, en scalpen, met het haar nog eraan, als zovele servetten op hun borst te dragen.— Naturalis Historia Boek 7, Hoofdstuk 2
Het is geopperd dat "Androphagoi" een Griekse vertaling van *mardxvār ("mens-eter") in de oude Noord-Iraanse taal van de Scythen zou zijn. Van *mardxvār kan men "Mordva" of "Mordvin" afleiden, de Russische naam van de Fins-Oegrische Erzjanen en Moksjanen van Oost-en Centraal Europees Rusland. Van Herodotus kunnen we een locatie van de Androphagoi afleiden die ongeveer dezelfde is als die van de moderne Mordwienen.